# 防護盾

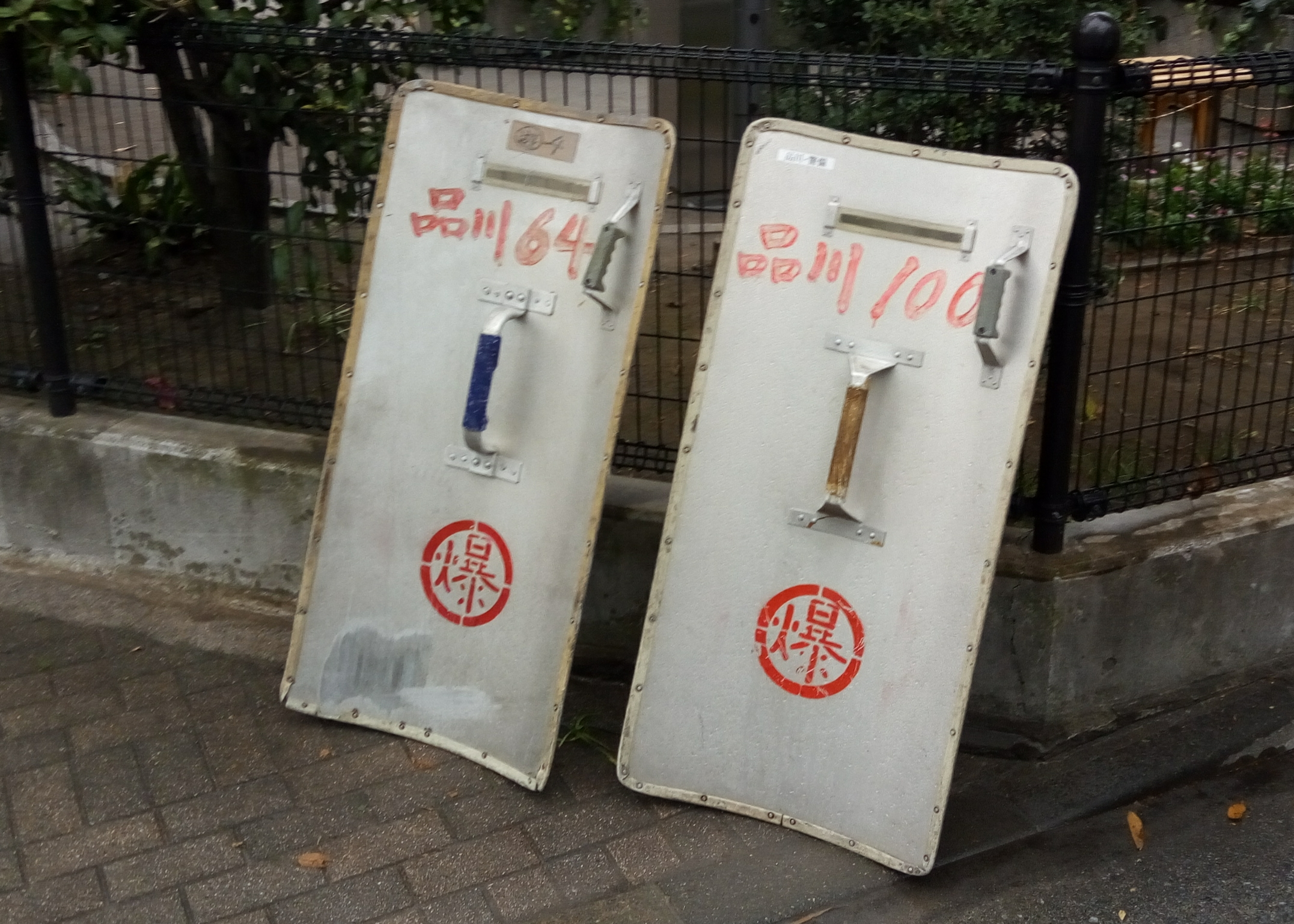
警視庁で運用される大盾（防護盾）の取っ手側

防護盾（ぼうごたて、英: riot shield）は、警察や軍隊・準軍事組織の一部に配備されている軽量の盾である。現在の日本のように、民間警備会社の警備員が装備している場合もある。
ほとんどの場合は透明のポリカーボネート製で、一部のものは覗き穴を空けた軽量の金属製のものもある。防護盾は、標準的な男性の頭から膝の範囲を十分覆えるほどの長さに設計されている。一部の防護盾は、拳銃や散弾銃のような貫通力の低い弾丸を防げるように設計されているが、必ずしも全てがそのようになっているわけではない。これらは主に機動隊が使用しており、榴散弾や投擲物・危険物（例えば火炎瓶など）から身を守る。
防護盾は、多くの国々の企業によって警察に提供され、標準装備となっている。多くの防護盾は高度の透明度と耐衝撃性を兼ね揃えており、飛んできた物体を盾越しに見ることができる。よって、使用者は飛んできた物体に素早く反応して受け流すことができる。

## 種類
防護盾の形状には様々なバリエーションがある。例としては
- 円形。直径2フィート（約61センチメートル）がポピュラーである。
- 長方形で丸みのある角をつけたもの。上から下にかけて断面は水平であり、飛んできたものを受け流す。大きさは3フィート20-24インチ（1.4-1.5メートル）程度である。一部には地面に置いて使えるほどの高さのものもある。
  - 同じものだが、上から下にかけての断面が垂直になっているもの。
- カーブの向きが違うもの。すなわち、前方に向かって曲がっているものである。このタイプのものは、留置所などで囚人や容疑者が暴れた際に制圧するために刺又のように使用することができる。
- 一部ではあるが、耐衝撃性のシールドがある。つまり、銃撃を受けても弾丸を食い止められる。

一方の取っ手にも様々なものがある。
- 最もよくあるものは、2つの取っ手が同じ高さで2つ並んでいるものである。使用者は腕（多くの場合、左腕）を2つの取っ手にまっすぐ通し、手の側に来ている取っ手をつかんで使う。
- こちらの写真のように取っ手の構造が違うものもある。この構造は両手を用いることも可能にする。両手で用いることで、より強い衝撃から身を守ることが可能になる（もちろん、この場合は両手が塞がるので注意が必要である）。
- 大型の長方形防護盾の場合は、3つの取っ手がある物もある。初期は2つだったが、両手で持つ必要性が増し、下側に1つついた（例としては、暴徒やデモ参加者を押す時に使う）。

これらのバリエーションは、片手に銃や警棒を持てるようになっている。
防護盾は、飛翔物や鈍器・刃物を防ぐように作られているが、火器は必ずしもそうではない。「ボディー・バンカー」と「ベイカー・バットシールド」は防弾シールドの代名詞としてよく知られている。とても軽い「ベイカー・バットシールド」は、現場に駆けつける警察官の間では拳銃や散弾銃・自動拳銃（短機関銃）の脅威に対抗できるポピュラーな装備でもある。一方の防弾シールド「ボディー・バンカー」は、くすんでおり、小さく透過度の高い装甲貼視孔と、通常、表面中央部に強力な照明を装備している。バンカー・シールドは通常の機動隊には使用されないが、しばしばSWAT部隊で用いられる。それらは重たくかさばるため、時間のかかる手順を要する作戦中、隊員が撃たれる危険性の高い場所で使用されるよう設計されている。

## 戦術

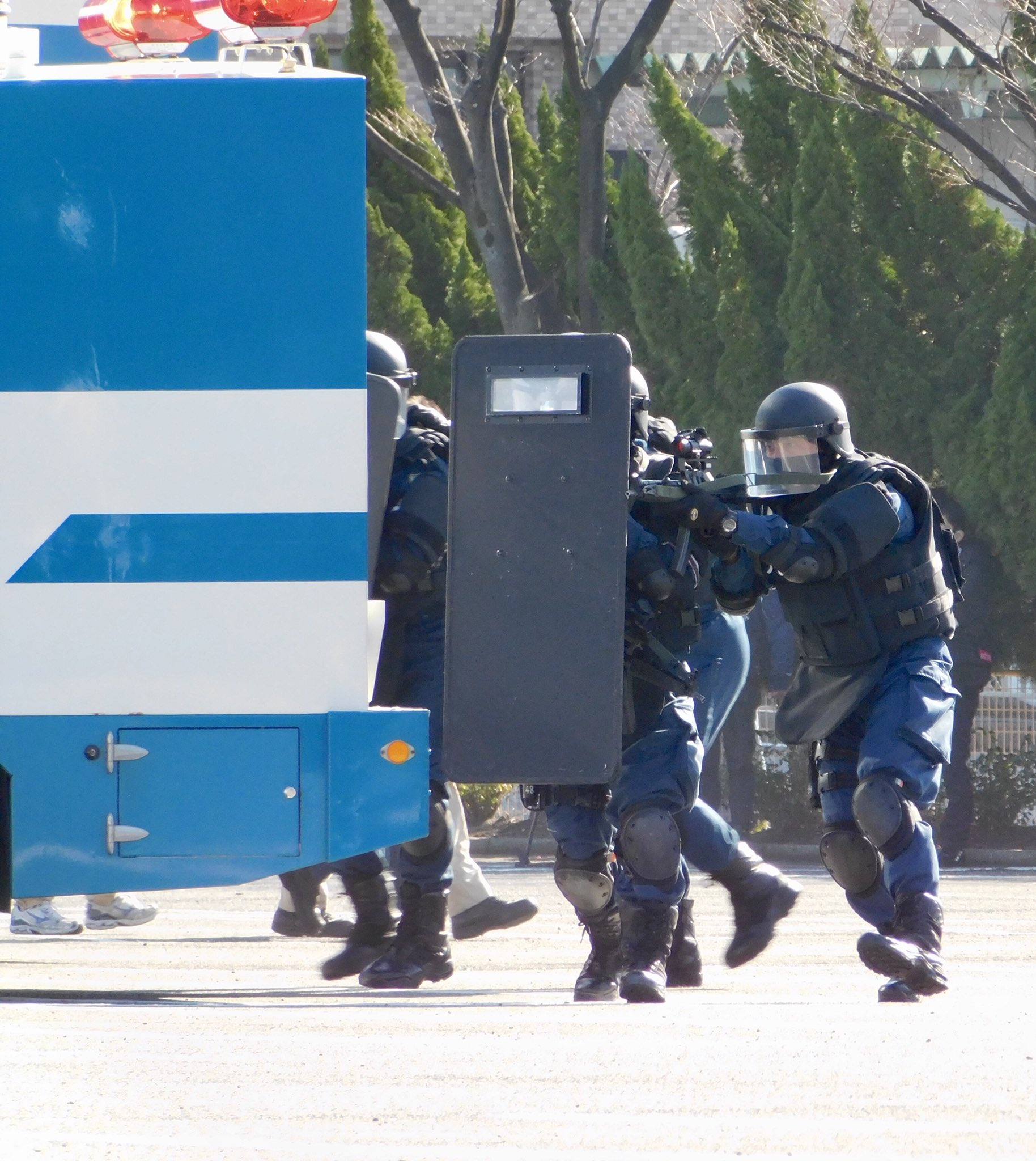
特型警備車より降車展開し、防弾盾を構えて前進する銃器対策部隊。

### 防弾盾
人質事件や立てこもりなど、突入を要する事態の場合、警察戦術部隊（SWATなど）は素早く確実に部屋を制圧しようと試みる。
例えば、1人が破城槌を用いてドアをあける。そして、最初の隊員が盾を持って突入し、同時に突入口であるドアを防護する。残りの隊員は盾の隊員の後ろにつき、部屋を制圧する。

### 防護盾
機動隊の戦術は、一般の警察や軍隊と大きく異なる。主に、防護盾の役目は使用者を飛翔物や発射物から守るのと、他の使用者と隣り合うことで暴徒やデモ参加者などに物理的な壁を作ることにある。
しかし、極端な事態では、暴徒やデモ参加者を押すのに使用される。さらに、デモが暴徒化して鉄パイプ・火炎瓶などを使った乱闘になった場合は、盾の角や縁での打撃や体当たりなど、攻撃に使う場合もある。

## 製作
高度の耐衝撃性を備えた防護盾は、しばしばRlCB製作機（Resistible light and Compactable Barrier constructor：軽量抵抗かつ小型化可能な障害物製作機）を用いて作られる。この装置は繊維から多くの層を効率的に織りだすポリマー織機である。これは、非常に貫通されにくい層を作り出し、ほとんどすべての小火器の射撃に抗堪する。RlCbL13は、ほぼあらゆる種類のポリマーを用いてどんな形でも作成でき、RlCb30の最新型は軽飛行機部品を製造するためにしばしば用いられる。
1990年代後半頃から、素材にポリカーボネートを使う透明な防護盾が増えた。これは、ポリカーボネートが衝撃を受け流しやすい性質を利用したもので、それまでの主流だったジュラルミン製に比べて防護性も高く軽量のためこれが主流になりつつある